# 拉赫貝格山
47°39′11″N 15°56′25″E / 47.65306°N 15.94028°E

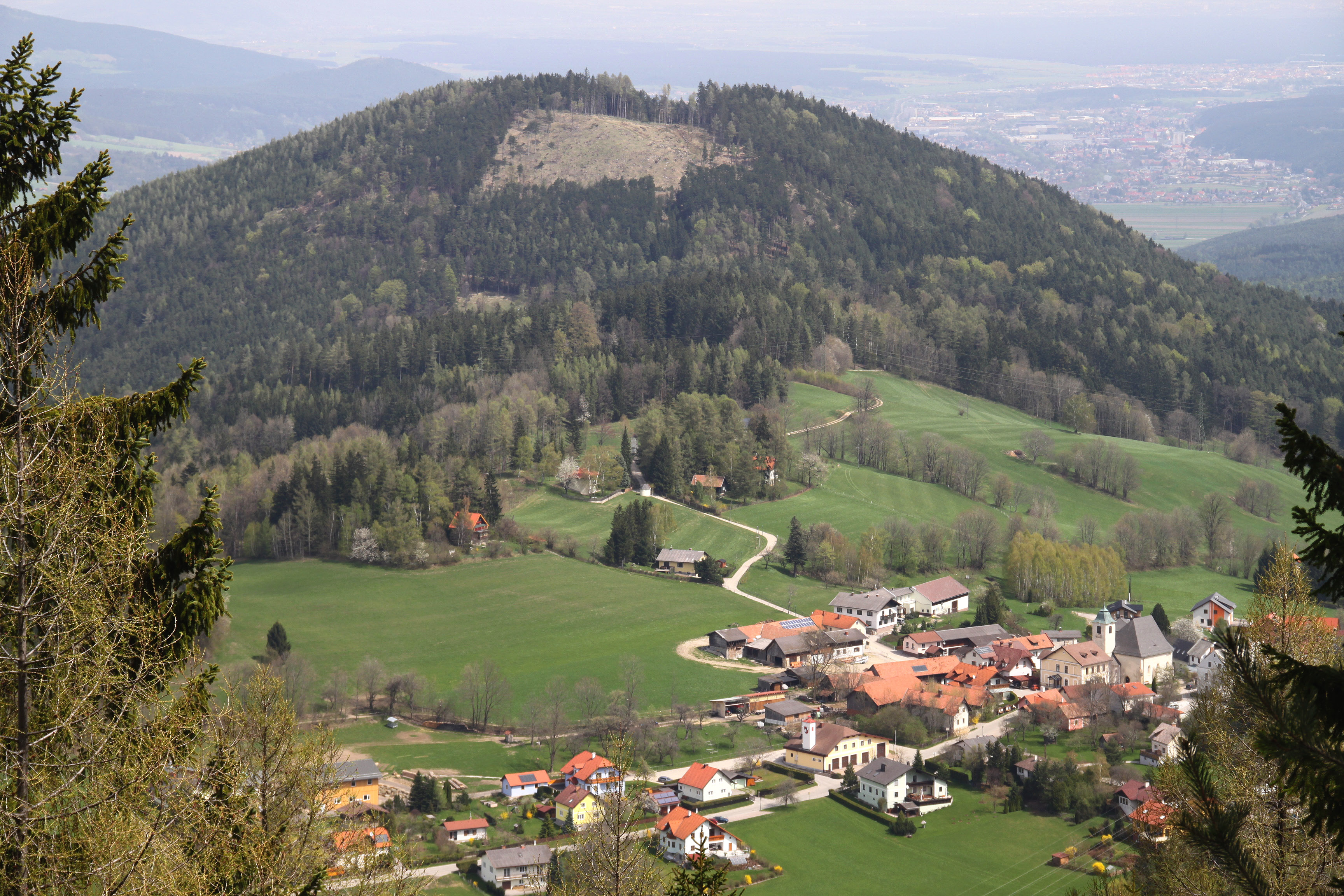

拉赫貝格山（德語：Raachberg），是奧地利的山峰，位於該國東北部，由下奧地利州負責管轄，屬於穆爾以東前阿爾卑斯山脈的一部分，海拔高度908米。